# 신성 (천체)

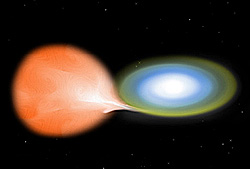
동반성으로부터 물질을 빨아들이고 있는 백색왜성의 개념도

신성(新星)은 백색왜성으로 수소를 비롯한 물질이 유입되면서 급격한 핵 반응이 일어남에 따라 별이 밝아지는 현상을 일컫는다. 신성이라는 이름도 하늘에 새로이 밝은 별이 나타났다는 것을 뜻하는 말이다.

## 형성
백색왜성이 로시로브을 넘어서는 인접한 동반성을 지니고 있다면, 백색왜성은 동반성의 외부대기로부터 지속적으로 기체를 흡수하게 된다. 동반성은 주계열성일수도 혹은 적색거성으로 팽창하는 별일 수도 있다. 흡수된 기체는 대개 수소나 헬륨이며, 기체는 그 뒤에 백색왜성의 높은 중력으로 인해 압축되고 가열된다. 가열된 수소는 백색왜성의 표면에서 CNO 순환을 통해 안정적으로 핵융합을 일으킨다. 하지만, 흡수되거나 생성된 헬륨이 핵융합하여 무거운 원소를 생성하기 위해서는 보다 높은 온도와 압력이 필요하며, 적어도 2000만 켈빈이 넘어서야 헬륨 핵융합을 통해 헬륨을 소모할 수 있다.
이러한 핵융합 과정에서 발생하는 엄청난 에너지는 백색왜성의 표면으로부터 기체를 날려보내며, 별을 극도로 밝게 빛나게 한다. 최대 밝기가 되기까지의 시간은 길 수도 짧을 수도 있지만, 최대 밝기를 지나서는 서서히 어두워지게 된다.
하지만, 이러한 격렬한 반응 중에도 실제 분출되는 물질의 양은 대개 태양 질량의 1/10,000 정도에 지나지 않으며, 이는 백색왜성의 질량에 비추어볼 때 매우 미미한 수준이다. 게다가 흡수된 질량의 단 5%만이 핵융합을 통해 에너지를 공급한다. 하지만 그 정도의 핵융합만으로도 분출물을 초당 수천 킬로미터의 속도로 가속시키며, 또한 신성의 광도를 적게는 태양의 수 배에서 많게는 50,000-100,000배까지 높이기에 충분하다.
백색왜성은 수소만 유입된다면, 몇 번씩도 신성이 될 수 있다. 이렇게 반복적으로 신성이 되는 별을 반복신성이라고 하며, 대표적인 예로는 뱀주인자리 RS가 있다. 이 별은 1898년, 1933년, 1958년, 1967년, 1985년, 2006년, 총 6회의 신성 현상을 나타내었다. 하지만, 백색왜성의 물질이 바닥나거나, 백색왜성이 중성자별로 붕괴한다면, 혹은 백색왜성이 Ia 형 초신성으로 폭발하게 된다면 이 과정은 끝이나게 된다.
가끔 일부 신성은 매우 가까우면서 밝아서 맨눈으로도 관측가능하다. 최근의 현상으로는 1975년 8월 29일의 백조자리 V1500이 있다. 이 신성은 백조자리에서 관측되었으며, 데네브에 필적하는 겉보기 등급 2.0 정도까지 이르렀다. 다른 최근의 예로는 1992년의 백조자리 V1974도 있지만, 이는 이전 신성에 비해 훨씬 어두웠다.

## 발생 빈도와 중요성
천문학자들은 우리 은하에서 연간 20내지 60개의 신성 현상이 있을 것이라고 추정한다. 하지만 실제 관측되는 수는 이에 훨씬 못 미치며, 이는 대개 너무 먼 거리나 관측 위치를 제대로 찾지 못한 것에 기인한다. 한편 이웃하는 안드로메다 은하에서 발견되는 신성은 우리 은하에서 발견되는 신성의 대략 1/2 내지는 1/3 수준이다.
신성의 분출물을 분광학을 통해 관측한 결과, 분출물은 주로 헬륨, 탄소, 질소, 산소, 네온, 마그네슘과 같은 원소를 포함하는 것으로 밝혀졌다. 하지만, 신성이 이러한 분출물을 통해 성간매질의 농도를 증가시키는 정도는 다른 우주현상에 비해서는 적은 수준이다. 초신성에 비해서는 1/50 정도이며, 적색거성이나 초거성에 비해서는 1/200 정도에 지나지 않는다.
뱀주인자리 RS와 같은 반복신성은 드물다. 하지만 천문학자들은, 전부는 아니라도 대부분이 (비록 1,000년에서 100,000년 정도의 주기를 가질지라도) 반복신성일 것이라고 생각한다. 반복신성의 주기는 백색왜성의 흡수율보다는 백색왜성 자체의 질량에 보다 의존한다. 질량이 높은 백색왜성의 경우, 보다 적은 물질로도 충분한 핵융합을 일으킬 수 있으며, 따라서 질량이 낮은 백색왜성보다 더욱 잦은 신성 현상을 일으킬 수 있게 된다.

## 1890년 이래의 밝은 신성
변광성 목록
- NASA 초신성

### 반복신성
- 뱀주인자리 RS
- 북쪽왕관자리 T
- 나침반자리 T

## 같이 보기
- 게 성운
- 하이퍼노바
- 초신성

## 참고 문헌
1. ↑  AAVSO Variable Star Of The Month: May 2001: Novae
2. ↑  Zeilik, Michael. Conceptual Astronomy. New York: John Wiley & Sons, Inc., 1993. ISBN 0-471-50996-5
3. ↑  Muirden, James. "Searching for Novae", pp. 259-79. In James Muirden, ed., Sky Watcher's Handbook. New York: W.H. Freeman and Company Ltd., 1993. ISBN 0-7167-4502-X
4. ↑  W. Liller, B. Mayer, July 1987, "The rate of nova production in the Galaxy", Publications Astronomical Society of the Pacific, vol. 99, pp. 606-609.
5. ↑  Seeds, Michael A. Horizons: Exploring the Universe, 5th ed. Belmont: Wadsworth Publishing Company, 1998, ISBN 0-534-52434-6, p.194.